# Păstrăv fântânel
Păstrăvul fântânel sau fântânelul (Salvelinus fontinalis) este un pește dulcicol, cu un colorit frumos, din familia salmonide (Salmonidae) care trăiește în apele limpezi și reci de munte. 
Este originar din Estul Americii de Nord (Canada, Labrador), unde trăiește în regiunea afluenților Golfului Hudson și în regiunea izvoarelor afluenților lui Mississippi. A fost aclimatizat în Europa în 1884. În România a fost adus pentru prima oară în 1906. La noi este o specie rară întâlnită numai în câteva pâraie afluente Mureșului (în Gudea Mică), Someșului Mic (în Negruța, Dumitreasa și Irișoara), Nerei (în pârâul Bei), Moldovei (în pârâul Putna) și Bistriței (de la haitul Iacobeni până la păstrăvăria Argestru). Trăiește în partea cea mai de sus a pâraielor de munte, bogate în oxigen, unde temperatura, obișnuit, nu depășește 15°C.
Are obișnuit o lungimea totală până la 20-26 cm (lungimea maximă 86 cm)  și o greutate de 100-160 g (greutate maximă 9390 g). Poate trăi 7 ani. Corpul este alungit, aproximativ cilindric. Gura terminală, largă,  este prevăzută cu dinți ascuțiți. Limba poartă dinți. Marginea înotătoarei dorsale dreaptă sau ușor convexă, cea a înotătoarei anale slab concavă, înotătoarea adipoasa situată deasupra porțiunii posterioare a înotătoarei anale sau imediat în urma acesteia, înotătoarea caudală este ușor scobită. Culoarea spatelui este verde-măslinie, cu dungi șerpuite, mari, întunecate; flancurile sunt aurii-portocalii, stropite cu puncte roșii sau galbene, înconjurate cu albastru; abdomenul albicios, cenușiu sau bătând în portocaliu. Înotătoarele pectorale, ventrale și anală roșietice, cu marginea albă și cu o dungă cenușie imediat lângă marginea albă. În timpul reproducerii, colorația este extrem de vie, făcând din fântânel unul dintre cei mai frumoși pești de apă dulce. În această epocă, abdomenul lor devine roșu.
Hrana constă în special din insecte, atât acvatice (efemeroptere, trihoptere, plecoptere, tendipedide), cât și terestre (formicide, coleoptere etc.), se hrănește și cu crustacee, moluște și viermi. Depune icrele între pietrișul de pe fundul pâraielor, în octombrie-decembrie. Se cultivă în crescătorii, dar cu multă caznă, fiind sensibil la boli.
Are valoare economică. Carnea e mai puțin gustoasă ca a păstrăvului indigen și a păstrăvului curcubeu. Peștele este, însă, prețuit pentru pescuitul sportiv. Se încrucișează cu păstrăvul indigen, dând hibrizi nefecunzi.